# 高橋赳太郎
高橋 赳太郎（たかはし きゅうたろう、1859年7月31日〈安政6年7月2日〉 - 1940年〈昭和15年〉12月21日）は、日本の剣道家。流派は無外流剣術、津田一伝流剣術。称号は大日本武徳会剣道範士。職業は警察官。諱は高運。

## 生涯

### 生い立ち
高橋家は代々酒井家に仕えた武士である。赳太郎は1859年（安政6年）、姫路藩剣術指南役高橋哲夫武成の長男として、姫路大手前の藩邸で生まれた。哲夫は無外流剣術（高橋派）、自鏡流居合、津田一伝流剣術の師範として、藩校「好古堂」で武術を指南し、自邸にも膺懲舎（ようちょうしゃ）という道場を開いていた。
1864年（元治元年）、数え年6歳の赳太郎は父から剣術修行を命じられ、膺懲舎で稽古を開始する。倒れれば冬でも井戸へ連れて行かれ、水を浴びせられる厳しさであった。8歳からはこの稽古のほかに、藩校で学問と武芸（大太刀流剣術、新陰流剣術、堤宝山流柔術、大坪流馬術）を学んだ。
明治維新によって、哲夫は藩の師範を解任される。道場は続けたが、近代化政策の影響で門人は去っていき、父子だけでの稽古となった。1876年（明治9年）、18歳の赳太郎は、父から無外流剣術と津田一伝流剣術の免許を与えられた。この年に父が亡くなり、祖父の高橋八助成行に師事する。
1878年（明治11年）3月、20歳で無外流奥伝を伝授されると、武者修行の旅を決意するが、当時の政府は剣術を禁じており、京都では国事犯嫌疑者とされるほどであった。一計を案じた赳太郎は、曲戯（見世物）の名目で剣術修行をすることを思いつき、当時の兵庫県権令森岡昌純に「曲戯業願」を出す。認可を得て、同年4月に出発し、近畿、中国地方の各県を数ヶ月間かけて回った。大阪で鏡新明智流道場「学習館」を開いていた秋山多吉郎の元にも数日滞在した記録が残っている。京都だけは断念したという。

### 警察で修行
帰郷後、兵庫県臨時雇巡査、大阪府四等巡査に採用される。1883年（明治16年）、高知の撃剣興行一座が大阪に遠征に来た際、赳太郎は川崎善三郎（無外流土方派）と対戦する。審判は秋山多吉郎であった。なかなか決着がつかず、組討ちにもつれ込む。秋山が「死ぬまでやれ」と励ます中、ついに二人は意識を失い、気が付いたときは二人並んで氷枕に寝かされていた。その3年後、赳太郎は兵庫県巡査教習所武術教員となる。
1887年（明治20年）年明けに上京し、警視庁撃剣世話掛の採用試験を受けて合格した。審査員は上田馬之助、逸見宗助らであった。雪が積もる中、裸足で蜂谷松造と野試合をさせられた後、道場に案内され、真貝忠篤、得能関四郎、兼松直廉、渡辺楽之助など当時の代表的剣客十数名と試合をした。この試験は息つく暇もない厳しいものであったという。同時期に採用された人物に、川崎善三郎と高野佐三郎（中西派一刀流）がおり、赳太郎と合わせて「三郎三傑」と謳われた。
1888年（明治21年）、宮内省済寧館天覧試合に出場。上田馬之助と逸見宗助の試合を見る。上田は4尺余の長竹刀を青眼に、逸見は1尺7寸の小刀を上段に構え、双方とも技を出せず試合を終えた。気で戦った試合に赳太郎は強い感銘を受けたという。
1889年（明治22年）4月、兵庫に戻り、再び神戸警察署撃剣教師、巡査教習所武術教員となる。1895年（明治28年）には、道場「知進館」を開き、剣術・柔術を教授する。同年、日清戦争の広島大本営で開かれた天覧試合に出場し、京都の井沢守正に勝っている。

### 大日本武徳会
1896年（明治29年）、大日本武徳会から当時最高の表彰である精錬証を授与される。
1911年（明治44年）、高野、川崎らと共に大日本帝国剣道形制定の委員に選ばれる。
1919年（大正8年）、大日本武徳会から剣道範士号を授与される。
1924年（大正13年）、宮内省皇宮警察部主催の済寧館台覧試合で門奈正と対戦する。互いに一度も技を出せず、引き分けとなった。技を超えた達人同士の試合と評される。
1929年（昭和4年）、御大礼記念天覧武道大会で審判員を務める。
1940年（昭和15年）、死去。享年81。